# Königskron

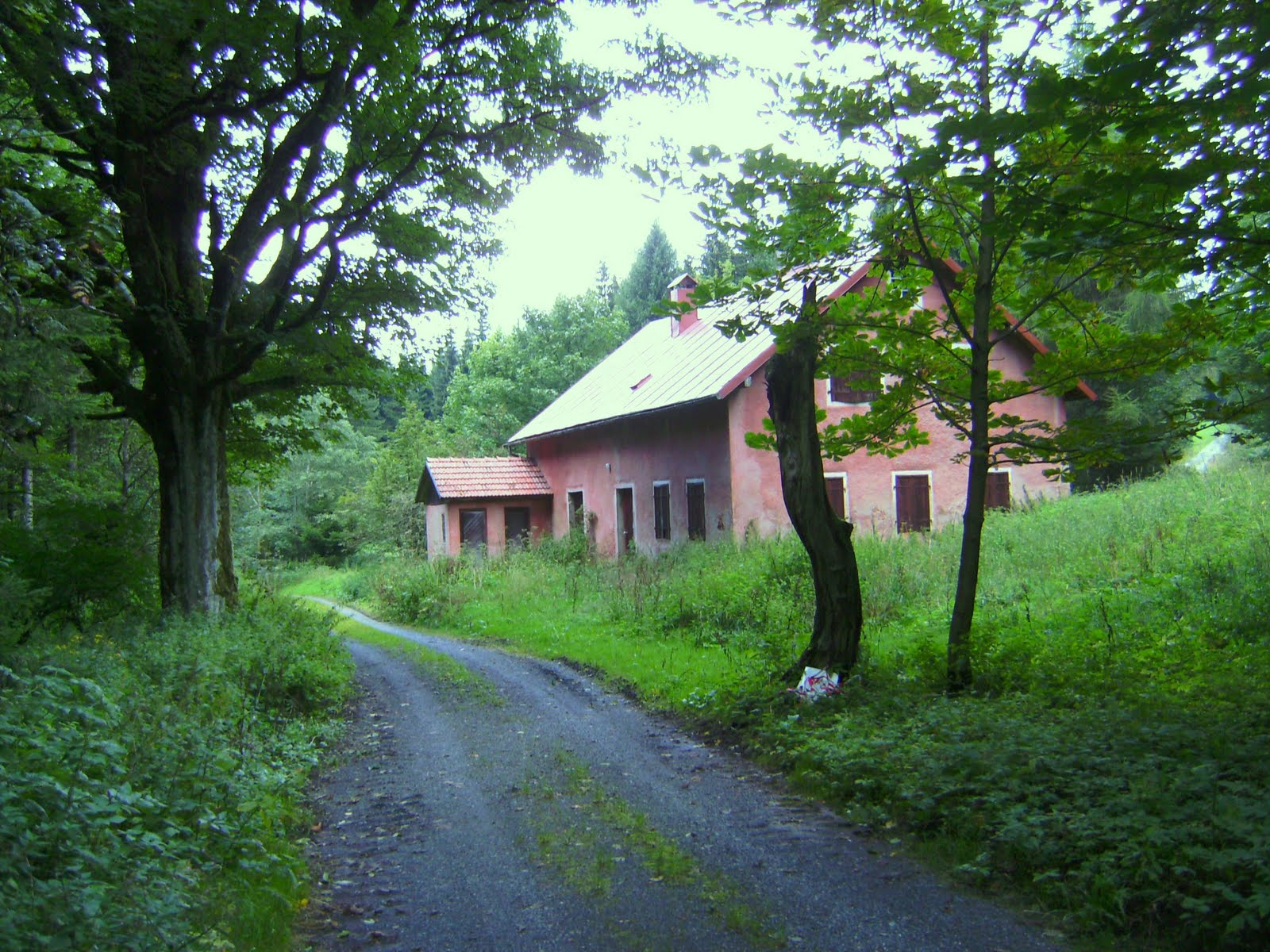
Das Forsthaus im Jahr 2010, von Südosten her gesehen

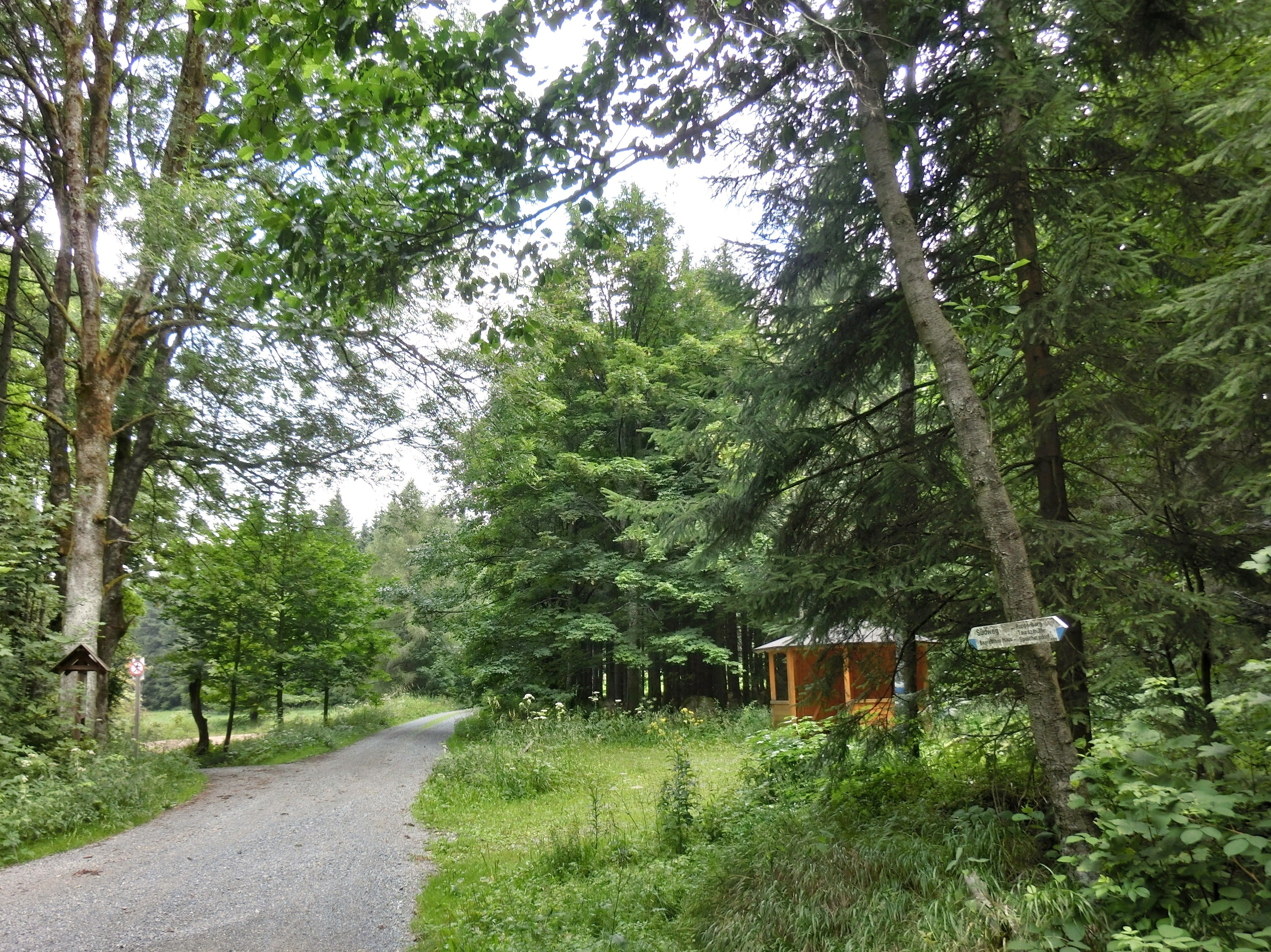
Die Waldlichtung von Königskron nach der Renaturierung, ebenfalls aus südöstlicher Richtung gesehen

Königskron ist eine ehemalige Einöde und heutige Wüstung auf der Gemarkung Ahornberg im oberpfälzischen Landkreis Tirschenreuth.

## Geografie
Die vor allem aus einem Forsthaus bestehende Einöde lag am südlichen Fuß des 818 Meter hohen Geißberges, einem drei Kilometer nordöstlich von Muckenreuth stehenden Berg in der Kreuzsteingruppe. Das sieben Kilometer nordwestlich vom Gemeindesitz liegende Königskron war ein Ortsteil der Gemeinde Immenreuth und das umgebende Flurstück bildet auch heute noch eine kleine Exklave, die innerhalb des Gemeindegebietes von Kirchenpingarten liegt.

## Geschichte
Das bayerische Urkataster zeigt Königskron in den 1810er Jahren als eine aus zwei Anwesen bestehende Einöde. Das Forsthaus selbst hat die Hausnummer „1“, während das etwa einhundert Meter nördlich davon stehende zweite Anwesen die Hausnummer „2“ trägt. Seit dem bayerischen Gemeindeedikt von 1818 hatte Königskron zur politischen Gemeinde Ahornberg gehört, die zum Zeitpunkt der Gemeindegründung neben dem Hauptort Ahornberg noch aus drei weiteren Ortschaften bestand. Nachdem die Gemeinde Ahornberg im Jahr 1946 noch um den Weiler Schadersberg aus der aufgelösten Gemeinde Punreuth erweitert worden war, wurde sie mit der Gebietsreform in Bayern ebenfalls aufgelöst und am 1. Januar 1978 in die Gemeinde Immenreuth eingegliedert. Nachdem Königskron bereits über mehrere Jahrzehnte nicht mehr bewohnt gewesen war, wurde das Forsthaus im Jahr 2013 abgebrochen und dessen Standort renaturiert.
| Jahr          | 001824 | 001871 | 001885 | 001900 | 001925 | 001950 | 001961 | 001970 | 001987 |
| Einwohnerzahl | 18     | 16     | 15     | 18     | 15     | 7      | 2      | 0      | 0      |

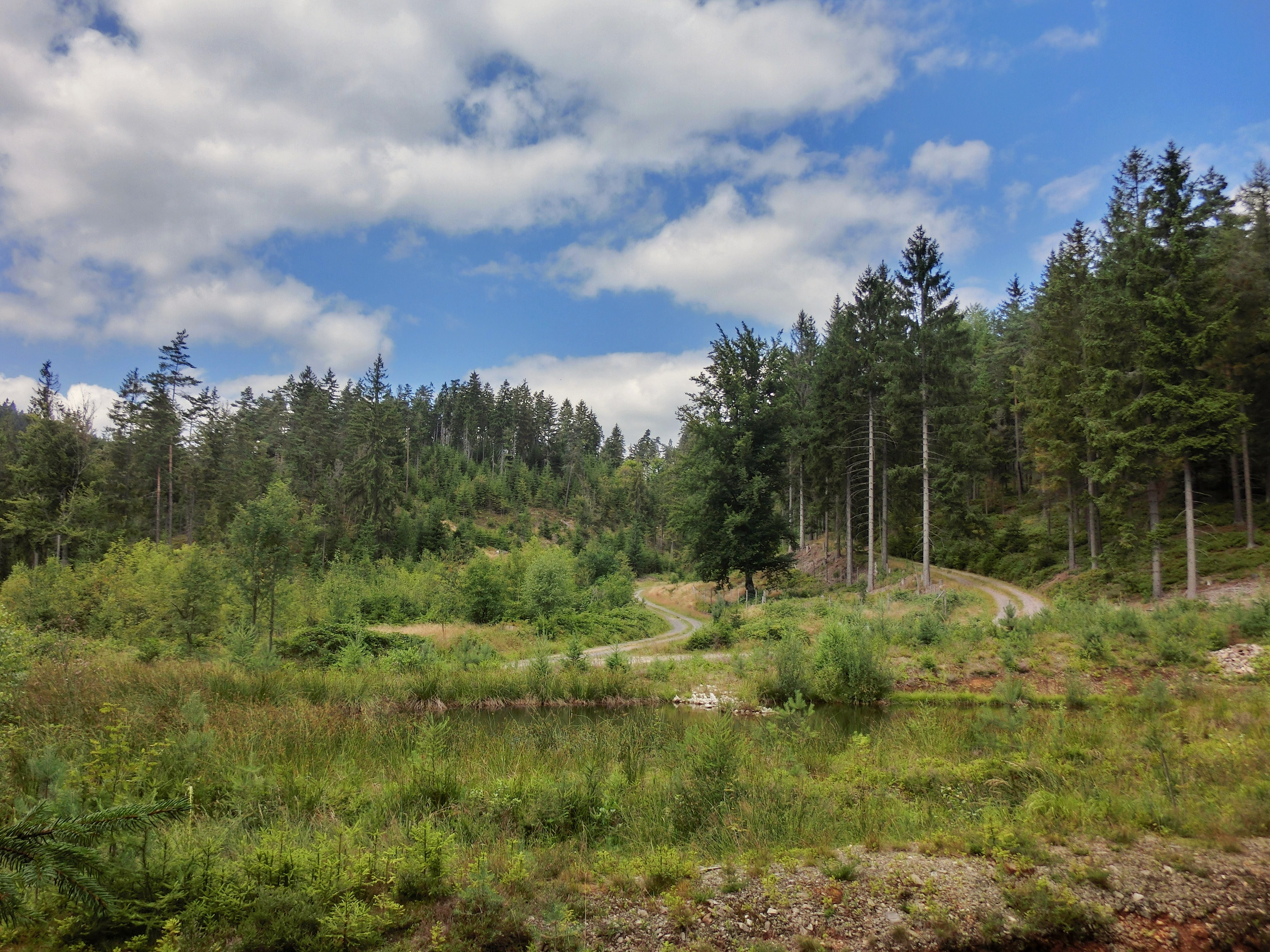
Ein Waldweiher, etwa einen Kilometer östlich der ehemaligen Einöde